# Inflação de 2021–2022

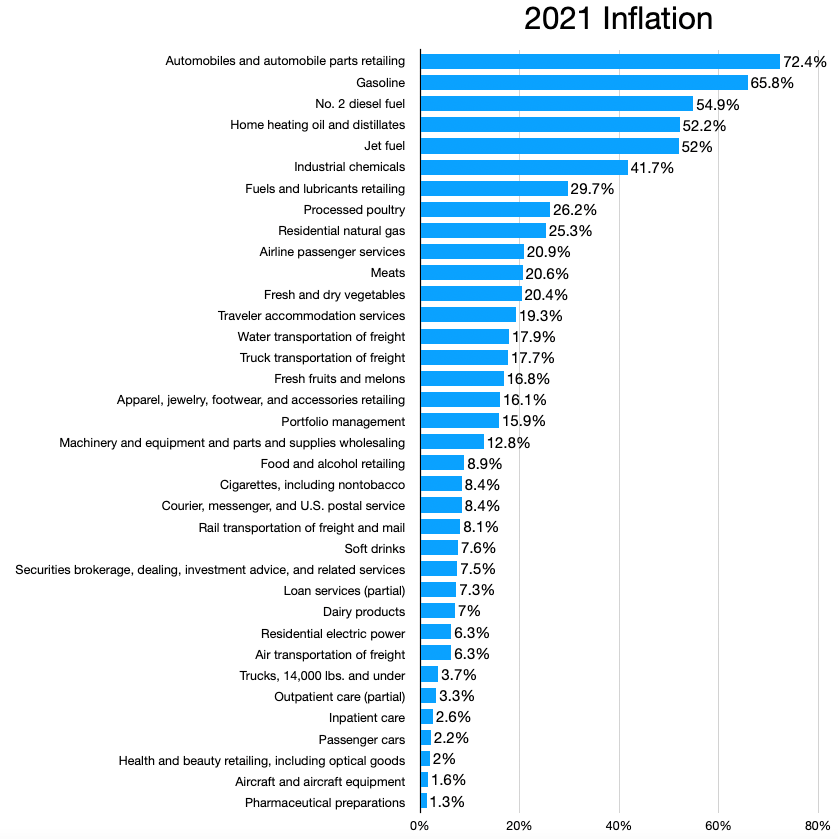
Inflação de 2021 por categoria nos Estados Unidos

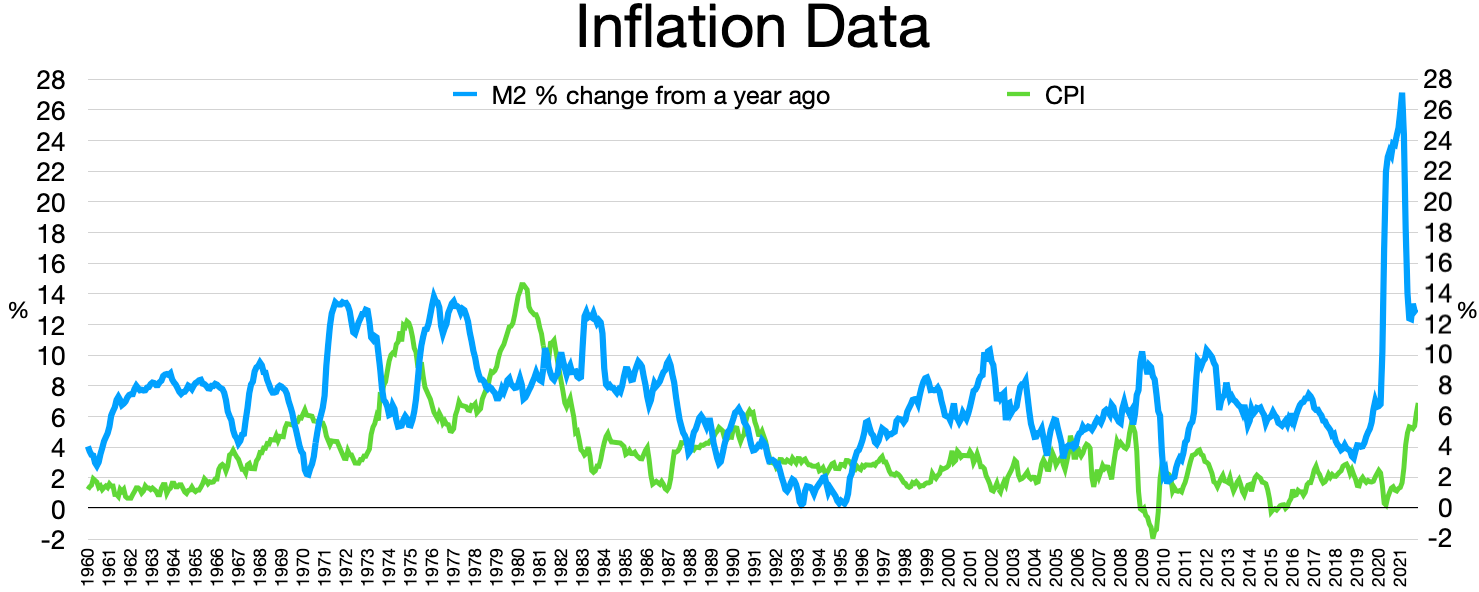

O aumento da inflação de 2021–2022 é a inflação econômica acima da média em grande parte do mundo que começou no início de 2021. Isso foi atribuído à crise global da cadeia de suprimentos de 2021 causada pela pandemia de COVID-19 e às demandas inesperadas de certos bens. Como resultado, muitos países tiveram suas taxas de inflação mais altas em décadas.

## Antecedentes e causas
Embora não haja um acordo unânime dos economistas quanto à causa exata do aumento da inflação, existem várias teorias. A maioria atribui isso à escassez de produtos resultante de problemas globais na cadeia de suprimentos, causados em grande parte pela pandemia do COVID-19. Outras causas citadas incluem forte demanda do consumidor; turbulência no mercado de trabalho; e o fato de os preços de 2021 estarem sendo comparados aos preços de 2020, que foram deprimidos devido a paralisações relacionadas à pandemia. Além disso, muitos economistas citam o nível sem precedentes de gastos da aprovação dos programas de alívio da COVID-19 pelo Congresso como um fator-chave para o aumento da inflação.

## Impacto em países individuais

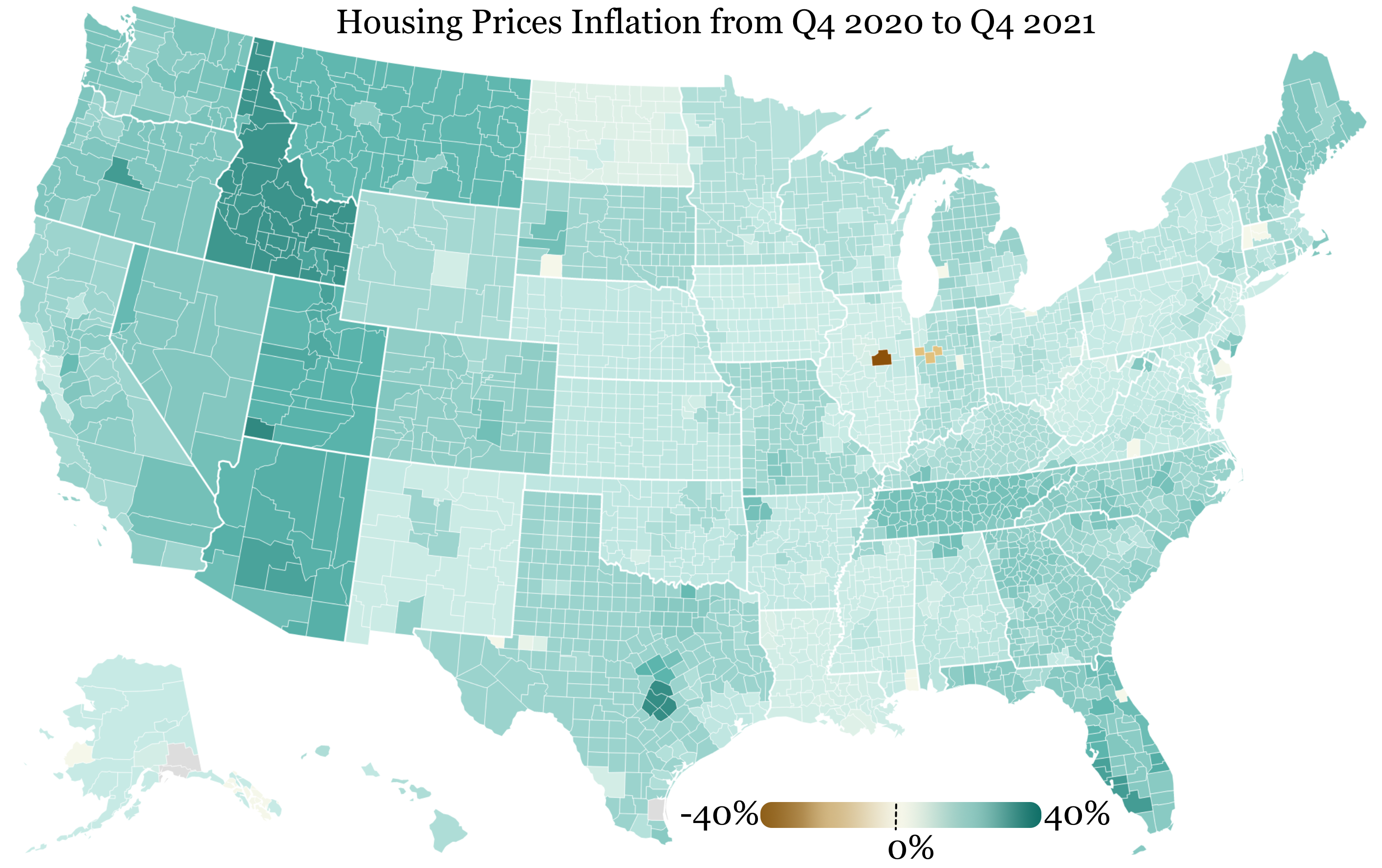
Inflação dos preços da habitação do 4º trimestre de 2020 ao 4º trimestre de 2021 nos Estados Unidos40%20%0%−20%−40%

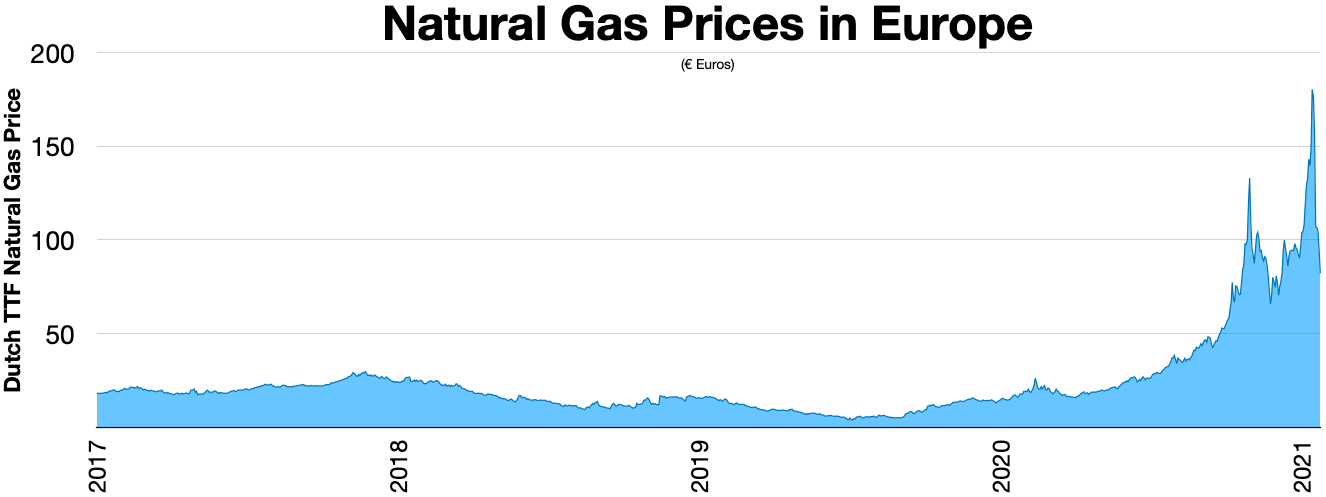
Preço do gás natural da UE Crise energética global de 2021–2022

Embora a maioria dos países tenha visto um aumento em sua taxa de inflação anual durante 2021, algumas das maiores taxas de aumento ocorreram no Brasil, Turquia, Estados Unidos e Nova Zelândia.
Nos EUA, o Índice de Preços ao Consumidor subiu 6,8% entre novembro de 2020 e novembro de 2021, impulsionado por aumentos de preços de gasolina, alimentos e habitação. Essa foi a maior taxa de inflação dos EUA desde 1982. Acredita-se que a inflação tenha desempenhado um papel importante nos resultados das eleições fora de ano. Acredita-se também que tenha desempenhado um papel importante no declínio do índice de aprovação do presidente Joe Biden (que assumiu o cargo em janeiro de 2021). Muitos republicanos culparam as ações de Biden e colegas democratas por causar ou alimentar o aumento.
O Canadá também registrou a maior taxa de inflação desde 1991, atingindo 5,1% em fevereiro de 2022 e aumentando ainda mais para 6,7% dois meses depois.
Na Turquia, os preços no varejo subiram 9,65% em dezembro em relação a novembro, para uma taxa anual de 34%. Alguns dos maiores aumentos foram para eletricidade, gás natural e gasolina. A economia ficou ainda mais tensa por uma crise cambial causada por uma série de cortes nas taxas pelo banco central; a lira turca perdeu 44% de seu valor em relação ao dólar durante 2021.
No Brasil, a inflação atingiu sua maior taxa desde 2003 – os preços subiram 10,74% em novembro de 2021 em relação a novembro de 2020. Economistas previram que a inflação atingiu o pico e que, de fato, a economia pode estar caminhando para a recessão, em parte devido aos aumentos agressivos das taxas de juros pelo banco central.
Na Holanda, a taxa de inflação média de 2021 foi a mais alta desde 2003. A taxa de inflação em novembro foi a mais alta em quase 40 anos. Com os preços da energia subindo 75%, dezembro registrou a maior taxa de inflação em décadas.

## Impacto da Guerra Russo-Ucraniana
Antes da invasão russa, em 22 de fevereiro, o governo alemão congelou o gasoduto Nord Stream 2 entre a Rússia e a Alemanha, fazendo com que os preços do gás natural subissem significativamente. Especialmente na Europa, isso se traduziu em contas de eletricidade muito mais altas.
Em 24 de fevereiro, as forças de segurança russas iniciaram uma "operação militar especial" na Ucrânia, para derrubar o governo democraticamente eleito e substituí-lo por um governo fantoche russo. Antes da invasão, a Ucrânia produzia 11,5% da safra mundial de trigo e 17% da safra mundial de milho, e a invasão fez com que os preços do trigo e do milho aumentassem drasticamente, o que, por sua vez, fez com que os preços dos alimentos e do biodiesel aumentassem. Além disso, o preço do petróleo bruto Brent por barril subiu de $ 97,93 em 25 de fevereiro para uma alta de $ 127,98 em 8 de março, isso fez com que petroquímicos e outros bens dependentes de petróleo bruto também aumentassem de preço.
O efeito das sanções sobre a economia russa fez com que a inflação anual subisse para 17,89%, a maior desde 2002. A inflação semanal atingiu uma alta de 0,99% na semana de 8 de abril, elevando a inflação no acumulado do ano na Rússia para 10,83%, em comparação com 2,72% no mesmo período de 2021.